# S:t Eriks torg, Uppsala

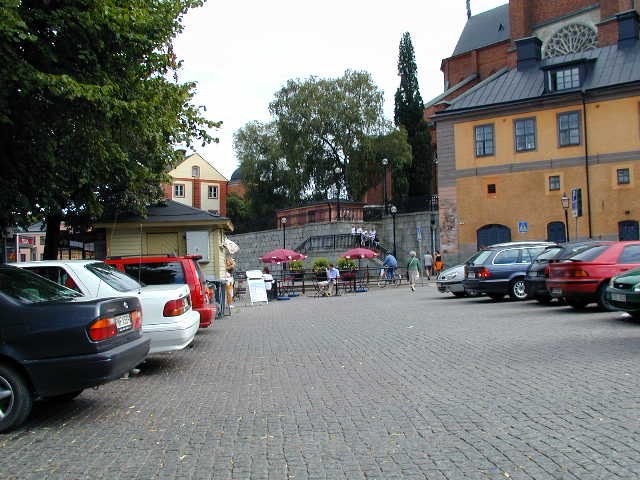
Glasskiosken på torgets södra sida, och Ecclesiasticum till höger.

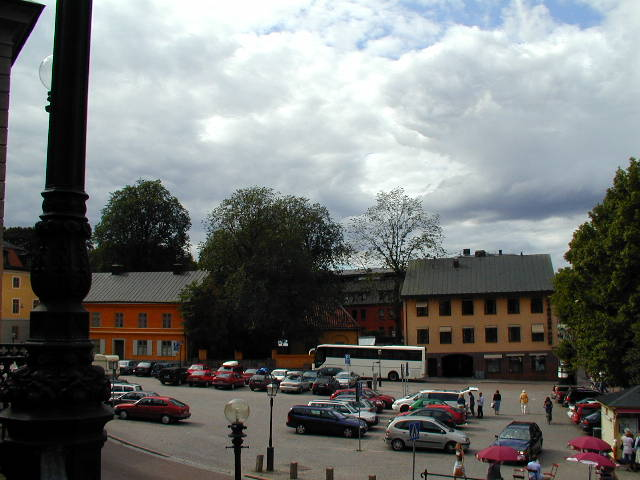
Norrut, med Vetenskapssocietetens hus och Kyrkans hus.

S:t Eriks torg är ett torg i stadsdelen Fjärdingen i Uppsala, nedom domkyrkan, inramat av Konsistoriehuset, Saluhallen, Kyrkans hus, Vetenskaps-Socitetens hus och Akademikvarnen.

## Namn
Namnet kommer av S:t Eriks källa, som enligt legenden sprang fram på den plats där kung Erik den helige dödades år 1160. 
Det nuvarande namnet S:t Eriks torg fick torget 1828 på förslag av landshövdingen i Uppsala län.
Torget kallades tidigare Oxtorget på grund av den kreaturshandel som ibland pågick där, och det namnet levde kvar i dagligt tal ända in på 1940-talet. 

## Historia
S:t Eriks torg har förmodligen varit en medeltida handelsplats som uppkommit i stadens utkant. Det ligger vid en av Uppsalas tidiga huvudinfarter, från
Enköpingsvägen, och även infarten från Börje ledde till platsen.
Torget fick sin nuvarande utformning efter stadsbranden 1809 i samband med den nya stadsplanen 1810. Man antog då en ny stadsplan för första gången sedan 1643.
Sysslomansgatan, som tidigare slutat vid nuvarande S:t Olofsgatan, förlängdes fram till torget. Eftersom många av husen i området hade brunnit ner kunde gatan dras genom kvarteret. Man utökade också torgets storlek för att minska brandrisken.